# Hypolimnas selina
Hypolimnas selina är en fjärilsart som beskrevs av Hans Fruhstorfer 1912. Hypolimnas selina ingår i släktet Hypolimnas och familjen praktfjärilar. Inga underarter finns listade i Catalogue of Life.